# Paralovenia bitentaculata
Paralovenia bitentaculata är en nässeldjursart som beskrevs av Bouillon 1984. Paralovenia bitentaculata ingår i släktet Paralovenia och familjen Cirrholoveniidae. Inga underarter finns listade i Catalogue of Life.